# Poubelle et Trésor

Poubelle et Trésor est une histoire en bande dessinée de Don Rosa. Elle met en scène Picsou, Donald Duck, les Rapetou et Miss Frappe.

## Synopsis
Alors que Donald arrive au coffre-fort de Picsou pour retirer sa paie, Miss Frappe apparait complètement affolée. En effet, elle a suggéré à Picsou de « jeter des choses » et celui-ci s'est évanoui à une telle idée. Donald prend alors les affaires en mains et décide de faire le ménage, il descend alors un carton de vielles choses à la poubelle. Picsou en lisant le journal se rend soudain compte que ce carton contient un objet de valeur. Va alors s'engager une course contre-la-montre pour récupérer ce carton, course à laquelle les Rapetou vont participer, compliquant ainsi la donne.

## Fiche technique
- Code de l'histoire : D 2003-017
- Éditeur : Egmont (Danemark)
- Titre de première publication : Skrald og skatte (danois), Täyttä roskaa (finnois), Søppel og skatter (norvégien), Oskattbart skräp (suédois)
- Titre en anglais : Thrash or Treasure (Détritus ou Trésor), officiellement mal-titré Trash and Treasure
- Titre en français : Poubelle et Trésor
- Nombre de planches : 13
- Scénariste et dessinateur : Don Rosa
- Première publication : Anders And & co. (Danemark), Aku Ankka (Finlande), Donald Duck & co. (Norvège) et Kalle Anka & co., n°43, semaine du 20 octobre 2003
- Première publication aux États-Unis : Uncle Scrooge n° 337, janvier 2005
- Première publication en France : Picsou Magazine n°391, août 2004